# 保罗·威拉德·梅里尔
保罗·威拉德·梅里尔（英語：Paul Willard Merrill，1887年8月15日—1961年7月19日），美国天文学家，研究方向为天体光谱。。 他曾在1922年率先定义了S-型星。

## 生平
1913年，他在加利福尼亚大学获得博士学位。他一生中的主要职业生涯都在威尔逊山天文台度过，直止1952年退休。他曾与威格敦大学（Wigtown University）的克雷格·肯尼迪一起，通过光谱共同研究过一些不寻常的恒星，特别是长周期变星。他还研究过包括弥漫的星际带在内的星际物质。在他退休前不久，他成功地检测出仙女座R变星和其他红变星中的锝。由于锝没有稳定的同位素，它必须是近期内在恒星中形成的，因此，这也是核合成S-过程的一个直接证据。

## 奖励
获奖与荣誉
- 美国国家科学院亨利·德雷伯奖章（1945年）[3]；
- 太平洋天文学会布鲁斯奖（1946年）[4]；
- 美国天文学会亨利·诺利斯·罗素讲座（1955年）[5]；
- 美国文理科学院院士（1958年）[6]。

纪念
- 月球上的梅里尔环形山

## 备注
1. ↑  . Physics Today. November 1961, 14 (11): 90  [2017-09-02]. doi:10.1063/1.3057264. （原始内容存档于2013-09-21）.
2. ↑  Merrill, Paul W. . Astrophysical Journal. 1922, 56: 457–82  [2017-09-02]. Bibcode:1922ApJ....56..457M. doi:10.1086/142716. （原始内容存档于2019-05-13）.
3. ↑  . National Academy of Sciences.   [24 February 2011]. （原始内容存档于2013-01-26）.
4. ↑  . Astronomical Society of the Pacific.   [24 February 2011]. （原始内容存档于2013-10-06）.
5. ↑  . American Astronomical Society.   [24 February 2011]. （原始内容存档于2012年3月12日）.
6. ↑   (PDF). American Academy of Arts and Sciences.   [16 April 2011]. （原始内容存档 (PDF)于2013-11-09）.